# Шоссе 22 (Израиль)
Шоссе 22 (ивр. כביש 22‎, англ. Highway 22) — израильское шоссе, проходящее по пригороду города Хайфа. Автострада имеет длину 19 км и соединяет Хайфу с её пригородами (Крайот) и с городом Акко.
Шоссе 22 огибает Крайот и обеспечивает необходимый альтернативный маршрут для шоссе 4.
Первый участок шоссе № 22 был открыт для движения транспорта 13 сентября 2012 года. Полностью данное шоссе было сдано в эксплуатацию 25 марта 2013 года.

## Перекрёсткииразвязки
| Километр | Название                                      | Тип | Расположение | Пересечение дорог    |
| -------- | --------------------------------------------- | --- | ------------ | -------------------- |
| 0        | ивр. מחלף חירם‎ (развязка Хирам)               |     | Хайфа        | Шоссе 4              |
| 1,9      | ивр. מחלף גשר פז‎ (развязка Гешер Паз)         |     | Хайфа        | Шоссе 4              |
| 4,5      | ивр. צומת יגאל ידין‎ (перекресток Игаэль Ядин) |     | Хайфа        | улица Игаэль Ядин    |
| 5        | ивр. מחלף ההסתדרות‎ (развязка Ха-Хистадрут)    |     | Хайфа        | бульвар ха-Хистадрут |
| 6        | ивр. מחלף קריית אתא‎ (развязка Кирьят-Ата)     |     | Кирьят-Ата   | улица дерех Дшаним   |
| 7,5      | ивр. מחלף ביאליק‎ (развязка Бялик)             |     | Кирьят-Бялик | Шоссе 781            |
| 11,5     | ивр. מחלף אפק‎ (развязка Афек)                 |     | Кирьят-Бялик | Шоссе 79             |
| 17       | ивр. מחלף כרי נעמן‎ (развязка Карей-Нееман)    |     | Кфар-Масарик | Шоссе 4              |